# Шибальба

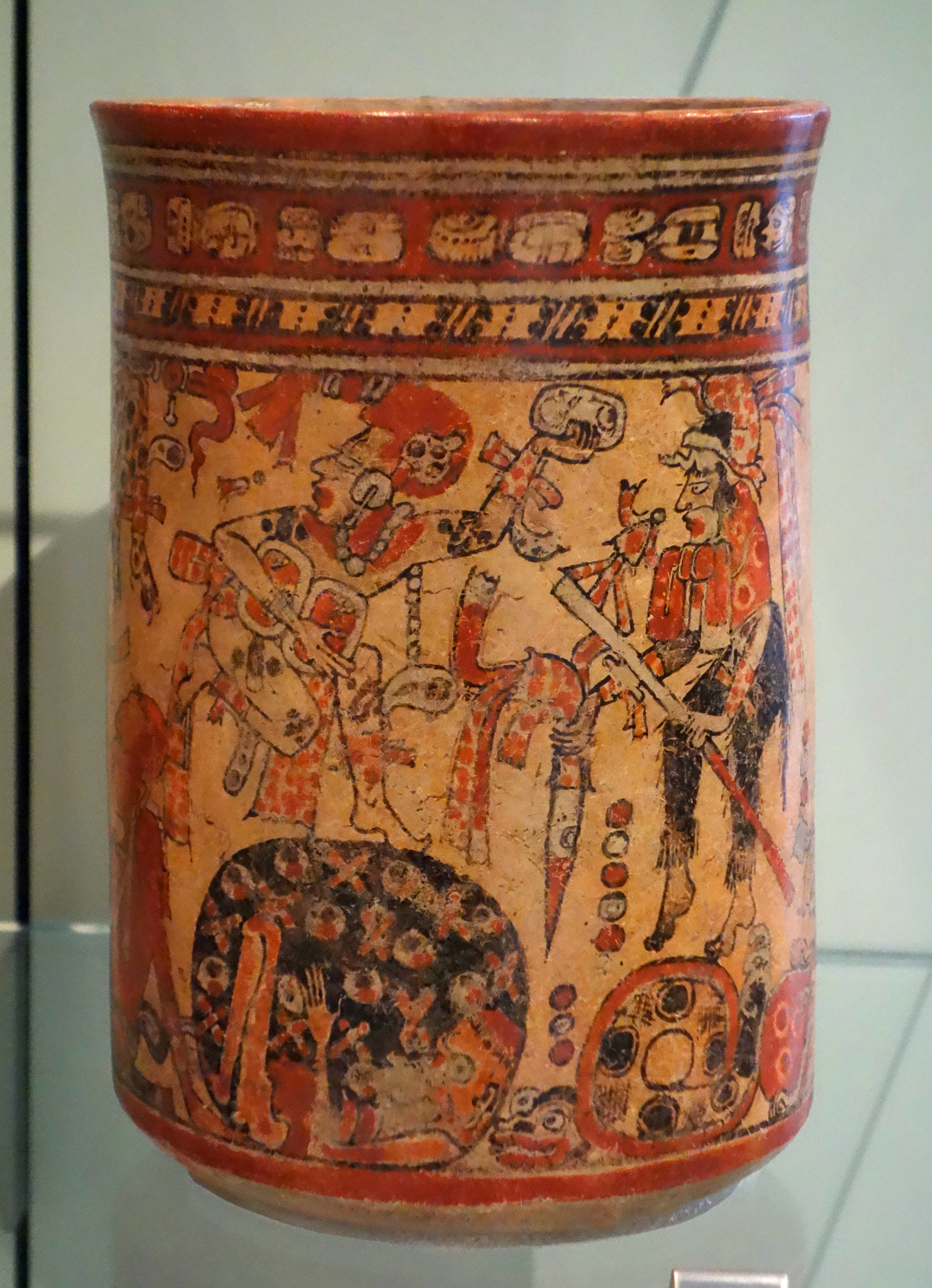
Суд Шибальби

Шибальба — в міфах мая підземний світ, царство мертвих, пекло, населене злими духами, володарями хвороб. Водночас цією назвою позначалися божества, володарі царства мертвих. Перекладається як «Місце страху». Інша назва «Метналь».

## Розташування
В уявленнях стародавніх мая Шибальба була реальним місцем, куди було можливим потрапити після смерті або при житті знайти вхід. Мая з низинних лісових областей вважали, що вхід до Шибальби — це отвір в землі в районі Альта-Перапаса, або печери Канделарія, чи печера Нах-Туніч в гірській Гватемалі.
На думку дослідників, у міфах про Шибальбу часткова відобразилася реальність. При захопленні земель у гірській частині мая відтіснили тубільні племена, які сховалися у печерах. Тому зустріч мая з такими племенами у печерах утворило думку про останніх як мешканців пекла.

## Опис
Це глибока гірська печера, яку уособлює рептилія з рисами змія і каймана. Найхарактерніша риса — його широко відкрита паща, іконографічний вираз входу в печеру і самої печери. Ієрогліфи мая («лоно», «печера») і («темрява», «ніч» у значенні «печера») є стародавніми переосмисленими піктограмами, що зберігають головні образотворчі елементи печери, відтворюють саме таку пащу з двома іклами над хвилями підземного водоймища. Пащі міфічного монстра в текстах різного роду ізоморфний отвір колодязя/озера/ отвір в мушлі равлика (в панцирі черепахи)/вхід до храму/ ущелина в скелі/ тріщина (на голові божества/в даху храму)/ сідловина/ розвилка гілок світового дерева.
Шибальба представлялася багатошаровою, найімовірніше, вона розраховувала дев'ять шарів або поверхів, через яких росте Світове Дерево (Яш'че'). Біля входу до Шибальби б'є жахливий фонтан з крові та згнилих тіл. Під час своєї страшної подорожі по володіннях богів смерті душа людини піддається різним важким випробуванням. Наприклад, вона мусить перетнути річку з крові, тому при похоронах приносилася в жертву собака-поводир.
Відповідно до міфів душі спускаються в Шибальбу по холодних сходах (Шибальба-бе) з дуже крутими ступенями (тобто по гірському схилу) на дно глибокої та вузької ущелини. Далі йдуть берегом річки, що тече по ущелині повз колючих гарбузових дерев, і перетинають річку на видувних мисливських трубках. тут потрапляють на перехрестя чотирьох «кольорових» доріг, з яких чорна, західна дорога смерті, веде до палаців володарів Шибальби.
Подолавши всі небезпеки, померлий потрапляв до Ради Шибальби, членами якого були її правителі. Поруч з ними сиділи майстерно виконані опудала, щоб принизити подорожніх, які помилково вітали не божеств. Після привітання людині пропонували присісти на лаву, яка насправді була розпеченою плитою для приготування їжі.
Людина мусить проходити через тортури в п'яти «Будинках випробувань», (кожен з яких — метафора світової печери): Будинку мороку-ak'-nga та Будинку холоду (чому відповідають мотиви створення світу в мороці й холоді первісного печерного лона та будівництва карликами міст в темряві — до народження першого Сонця), в якому криються незліченні небезпеки, але в якому водночас — запорука відродження; Будинку Обсидіанових ножів (варіант Будинок полум'я); Будинок Ягуарів (з гарчащими хижаками); Будинок Кажанів (вартою входу в печеру з ножем на носі).
Всі Будинки випробувань є етапами очищення в печері, через які повинні проходити померлі. Цими операціями боги піддавали душі померлих, «звільняючи» їх від плоті та готуючи до реінкарнації: стародавні мая вірили, що тільки очищеними душі могли втілитися. Ягуари, Кажани та інші боги Шибальби в танці розчленовували примари з допомогою сокир і ножів, здирали шкіру і тканини з кісток іклами й кігтями, а також скребками.
Упродовж 91 дня привид, що очищається в Шибальбі, перебуваючи «у владі» почергово кожного з дев'яти повелителів сфер пекла — «володарів» однією з дев'яти «ночей» архаїчного 9-денного тижня, — проходив кожну з цих сфер. За 819-денний період (91×9 = 819) душа померлого здійснювала «великий шлях» очищення в пеклі та реінкарнувалася.

### В Пополь-Вух
Найяскравіший опис дано у священній книзі мая-кіче «Пополь-Вух», в якому йдеться про подорож божественних близнюків Хун-Ахпу (Велика Ящірка) і Шбаланке (Маленький Чаклун), син Шкік (Кривава Жінка) до Шібальби, де вони перемогли її правителів і воскресили та звільнили свого батька Хун-Хун-Ахпу і дядька Вукуб-Хун-Ахпу, яких до того заманили та вбили у Шибальбі.
Для цього Хун-Ахпу і Шбаланке відправили попереду себе москіта, який, кусаючи почергово кожного з дванадцяти правителів, змусив їх назвати своє ім'я, в результаті чого ті втратили свою магічну силу. Після цього близнюкам довелося пройти через різного роду суворі випробування. Зрештою, вони зуміли надурити божеств Шибальби, порубавши на шматки головних володарів — Хун-Каме і Вукууб-Каме. Правителі Шибальби змушені були визнати свою поразку, а герої-близнюки піднялися на небо, де перетворилися на Сонце і Місяць.

## Володарі
Правили в Шибальбі 12 страшних божеств. Їхніми посланцями вважали сови. Іншими слугами були кажани та ягуари. Підземним світом, згідно з уявленнями класичного періоду, правили двоє головних божеств Шибальби — бог Равлик (Ваай К'ан) і Чорний володар грози (Тош або Теш), інший варіант — Хун-Каме (Одна Смерть) і Вукууб-Каме (Сім Смертей). В післякласичний період головним правителем вважався бог смерті Вак-Мітхун-Ахав — «Володар шести сфер пекла». Йому в ієрогліфічних рукописах мая XII—XIV ст. відповідає Ум Цек' — «Владика черепів», правитель сезону посухи, що зображувався у вигляді скелета з черепом замість голови.
Він показаний сидячим у своїй мушлі, що виглядає з неї або йде з нею за спиною, або з сигарою і без мушлі. Йому підкорялися богиня-діва, чорний бог купців (Болон-Йокте-K'uх), бог вогню (посередник між людьми й богами), Жаба, одне з божеств дощу, Армаділл, молодий бог кукурудзи, Лелека, богиня бджіл, а також інші істоти — Хмарний змій, Кецаль.
Бог грози Тош був найнебезпечнішим божеством підземного світу, оскільки був лютим ворогом землеробства, руйнівником, богом вбивств та злодійств. Він представлений у крислатому капелюсі з листям агави, який увінчує орел, сидячим на троні під пологом з сигарою і символами верховної влади «священним тюком» з реліквіями, що стоять біля спинки трону, і головою бога вогню в руках, який прикрашав навершя скіпетрів верховних владик держав мая. За ним слідували Велика богиня Чак Кіт, дружина Тоша (є варіантом ольмекської богині Місяця — Іш-Моль, у мая мала титул Ч'уп-Моль — Та, що збирає), бог-Ягуар (Кан-Ніч'), Болон-Йокте, один з богів війни та смерті, Камасоц (Кажан), страж пекла. також підпорядковувалися демони «Господар неба» з титулом рау, демон Ах'-Кі'-Нгаль («Господар зміни»), Ах-Хіш'-Нгаль («Пан ягуара»).
У пізній класичний та післякласичний період вторинними богами Шибальби представють Шикіріпат («Літаючий Парша»), Кучумакік («Присутність крові»), Ах-Альпух (Демон гною), Ах-Альгана (Демон-Жовтяниця), Чаміабак (Кістка жеза), Чаміа-Холом (Череп жезла), Ах-Альмес (Демон-Сміття), Ах-Альтокоб (Пронизуючий Демон), Шік (Крило) і Патан (Жмут ременів).